# Celler de Simó Desllor
El Celler de Simó Desllor és un celler de Molins de Rei (Baix Llobregat) que forma part de l'Inventari del Patrimoni Arquitectònic de Catalunya.

## Descripció
És un edifici soterrani de planta rectangular de gruixudes parets de pedra construïdes amb carreus irregulars (al sector de ponent del mur de migdia hi ha opus spicatum), sobre les quals arrenca directament la volta de canó rebaixada, feta amb encofrat de canyes. Fa uns 13 metres de llargada per 4,5 metres d'ample (el cup que hi ha al racó Nord-est és una construcció moderna) i està disposat paral·lel al carrer. Té una dependència annexa més petita que es comunica per un portal d'arc escanyat fet amb pedres dretes, de 4x3 metres i està situada sota el carrer. L'accés es fa per una escala, construïda modernament, que s'inicia a la part superior de la volta, a ponent. Darrere l'escala hi ha un antic portal tapiat, amb llosetes fent de dovelles i algunes disposades de través. Té forma de mig punt una mica parabòlic. A l'altre extrem hi ha una finestra alta tapiada que antigament devia donar llum i ventilació al celler. A la volta hi ha dues obertures quadrades, una al mig i l'altra al lateral de migdia. El celler és al soterrani del bar la Parra, i en part sota el carrer. S'hi accedeix des del bar.

## Història
El celler fou edificat per Simó Desllor, senyor del castell i termenat d'Olorda, que adquirí del rei el 1355. El 1366, la senyoria de Molins de Rei, del castell d'Olorda i Castellciuró fou adquirida per Berenguer de Relat. Així, el celler es devia edificar entre el 1355 i el 1366. La dependència annexa del nord és clarament obra posterior, segurament dels segles XVI-XVII.